# Apodemus speciosus
Apodemus speciosus Temminck, 1844 è un roditore della famiglia Muridae, endemico del Giappone.